# Агті Карьялайнен
Агті Карьялайнен (фін. Ahti Kalle Samuli Karjalainen; 10 лютого 1923, Hirvensalmid, Південна Савонія, Фінляндія — 7 вересня 1990, Гельсінкі, Фінляндія) — фінський політичний діяч, 42-й і 48-й прем'єр-міністр Фінляндії в 1962–1963, 1970–1971, 34-й, 36-й і 41-й Міністр закордонних справ Фінляндії. Вважається одним з найвпливовіших політиків у післявоєнній історії Фінляндії.

## Життєпис
42-й і 48-й прем'єр-міністр Фінляндії; 34-й, 36-й і 41-й Міністр закордонних справ Фінляндії.
Народився у сім'ї фермерів. Під час Зимової війни, у віці 16 років, пішов волонтером у радіорозвідку.
У 1946 здобув ступінь бакалавра у галузі політології факультету соціальних наук університету Гельсінкі, у 1959 — ступінь доктора політології.
У 1950 призначений особистим секретарем прем'єр-міністра Урго Кекконена. На цій посаді залишався наступні 6 років, доки Кекконен не став президентом Фінляндії.
- 1957—1959 — міністр фінансів,
- 1959—1961 — міністр зовнішньої торгівлі,
- 1961, 1964—1970 і 1972—1975 — заступник прем'єр-міністра і міністр закордонних справ,
- 1962—1963 і 1970—1971 — прем'єр-міністр Фінляндії, здійснив часткове дерегулювання цін на харчові продукти і ініціював проведення так званої всеосяжної політики доходів,
- 1976—1977 — заступник прем'єр-міністра і міністр фінансів,
- 1979 — віце-президент Банку Фінляндії,
- 1979—1982 — і. о. голови Ради директорів,
- 1982—1983 — генеральний директор Банку Фінляндії. Був звільнений з посади президентом Мауно Койвісто з формулюванням «в інтересах загального блага». За кілька днів до цього покинув лави партії «Фінляндський центр». Це стало наслідком інциденту в жовтні 1982, в ситуації зростання інфляції політик не зміг дати інтерв'ю ЗМІ, оскільки, за їхніми твердженнями, був настільки п'яний, що не міг зв'язати кількох слів. За цим відбулася 6 % відсоткова девальвація фінської марки і місячний лікарняний голови національного Банку.

На президентських виборах 1962, 1968 і 1978 очолював колегію вибірників.
В кінці 1970-х погіршали його відносини з президентом Кекконеном, який почав бачити в Карьялайнені конкурента і, крім того, той ще у 1972 пропонував обмежити президентський мандат чотирма роками.
У 1977 в результаті внутрішньополітичних інтриг на адресу політика прозвучали звинувачення, що він вступив у змову з керівництвом Совєцького Союзу, щоб зайняти президентський пост. Однак в 1981 його відносини з президентом Кекконеном покращилися і він навіть розглядався як кандидат на посаду нового прем'єр-міністра країни. Раптова хвороба і відставка президента Кекконена відкрила боротьбу за пост глави держави. Карьялайнен розглядався як основний наступник, але несподівано програв партійне голосування.